# Дикран Бонжана
Дикран Бонжана (Dicranum bonjeanii) — вид листостеблових мохів родини дикранові (Dicranaceae).

## Поширення
Вид зустрічається у Європі, Гімалаях, Сибіру та Північній Америці.

## Характеристика

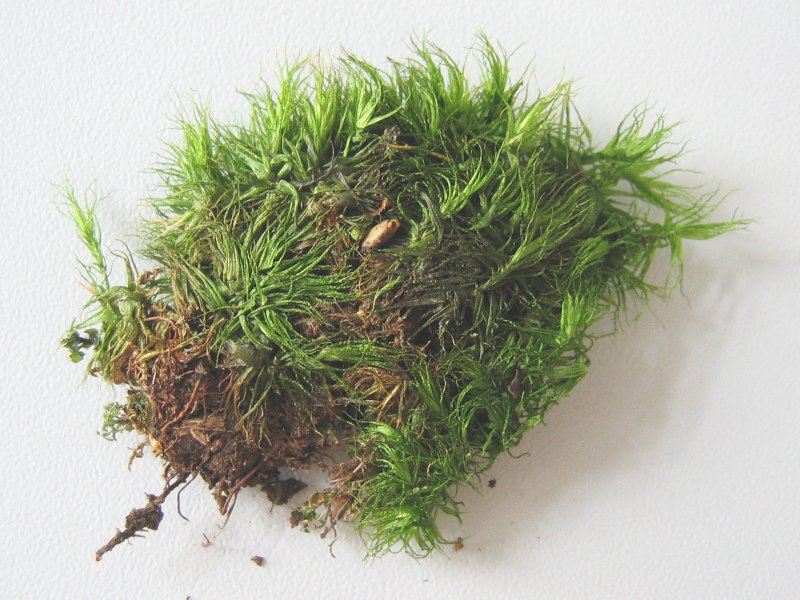
Дернина дикрану Бонжана

Це луково-лісовий мох, живе зазвичай на сирих низькотравних луках і мінеротрофних болотах. Зустрічається невеликими групами серед інших листяних мохів і судинних рослин. Віддає перевагу болотним ґрунтам з проточним зволоженням і досить мінералізованими водами. Ніколи не утворює великих скупчень.

## Опис
Має поперечнохвилясті листки з зубчастою на спинці жилкою (але без пластинок) і жовто-зелені блискучі біло-коричневоповстисті дернини висотою до 15 см.